# Гай Атей Капитон (трибун)
Гай Атей Капитон (на латински: Gaius Ateius Capito) e политик на късната Римска република.

## Биография
Произлиза от старата плебейска фамилия Атеи. Баща е на юриста Гай Атей Капитон (суфектконсул 5 г.).
През 55 пр.н.е. Капитон е народен трибун. Заедно с трибуна П. Аквилий Гал той опозиционира консулите тази година Марк Лициний Крас и Помпей Велики. Приет е закон, който дава управлението на провинциите Испания и Сирия на Помпей и Крас за по пет години. Като народен трибун през 55 пр.н.е. Гай Требоний предлага закона Lex Trebonia за продължаване на пълномощията на Гай Юлий Цезар в Галия.
Атей симпатизира с Катон Млади и оптиматите.

## В литературата
Атей е герой в новелата Tribune's Curse от историческите романи SPQR от Джон Мадокс Робертс (John Maddox Roberts) от 1996 г.